# صحراء (ألبوم)
صحراء هو ألبوم إستوديو لفنان الراي الجزائري الشاب خالد صدر في 1996. اعتبر هذا الألبوم أكبر عمل فني لخالد وأنتجه كل من فيليب إيديل ودون واس وجان جاك غولدمان وكليف هانت واحتوى على مشاركات عدة مغنين من إنحاء العالم. من الأغاني التي تظهر في الألبوم أغنية عائشة التي أصبحت أكثر أغاني خالد شهرة وكما حالها كل الأغاني باللغة العربية مع بعض العبارات الفرنسية. سمي الألبوم على اسم ابنته الأولى صحرا والذي يهديه لها هي وأمها سميرة.
حصل الألبوم على شهادة بلاتين من قبل الاتحاد الوطني للإنتاج الفونوغرافي. وأعيد إصداره من قبل تسجيلات وراس في الولايات المتحدة والمملكة المتحدة في 2005.

## الأغاني
1. «صحراء» – 4:12
2. «وهران مارسيليا (وهران ميكس)» – 5:08
3. «عائشة» – 4:19 (تم تصويرها)
4. «لله» – 4:24
5. «ولي لدارك» (مع أي ثريز) – 3:11
6. «داتني السكرة» – 4:58
7. «والو والو» – 4:17
8. «كي كنتي» (مع ساوول هيرنانديز) – 4:40
9. «وهران وهران» – 4:40
10. «هيا هيا» – 4:37
11. «مكتوبي» – 3:55
12. «هاي ودي» – 4:12
13. «وهران مارسيليا» (مع أخناتون وشوريكن من إيام) – 4:25
14. «سراتلي» – 4:36
15. «سوف يأتي اليوم» – 4:42

## روابط خارجية
- صحراء على موقع أول موفي (الإنجليزية)